# 一宮和夫
一宮 和夫（いちみや かずお、1947年10月2日 - ）は、日本の元裁判官。徳島県出身。徳島城南高校、中央大学法学部卒業。主に民事裁判を担当し、岡山地方裁判所所長を経て、大阪高等裁判所部総括判事で依願退官。

## 経歴
- 1972年 司法修習生
- 1974年 横浜地方裁判所判事補
- 1977年 福岡地方・家庭裁判所久留米支部判事補
- 1980年 東京法務局訟務部付
- 1983年 東京地方裁判所判事補
- 1984年 東京地方裁判所判事
- 1986年 福島地方・家庭裁判所白河支部長
- 1990年 東京地方裁判所判事
- 1994年 札幌地方裁判所部総括判事
- 1998年 東京高等裁判所判事
- 2000年 東京地方裁判所部総括判事
- 2003年 東京地方裁判所八王子支部部総括判事
- 2005年 東京地方・家庭裁判所八王子支部長
- 2007年 岡山地方裁判所所長
- 2008年11月 大阪高等裁判所部総括判事（第4民事部）
- 2010年7月 依願退官、府中公証役場公証人
- 2013年 一般財団法人東京公証人協会理事
- 2018年11月 瑞宝重光章を受章

## 主な担当訴訟
- 二風谷ダム事件行政訴訟 - 1997年3月27日札幌地方裁判所、ダム建設のために北海道収用委員会が行った土地の収用裁決を違法と判断。国の機関として初めてアイヌを先住民族と認めた。
- 松本サリン事件民事訴訟 - 2001年7月25日東京地方裁判所、オウム真理教松本智津夫（被告）に対し4億6500万円の賠償を命令

| スタブアイコン | サブスタブ | この項目は、まだ閲覧者の調べものの参照としては役立たない、人物に関連した書きかけの項目です。この項目を加筆・訂正などしてくださる協力者を求めています（P:人物伝/PJ:人物伝）。 |